# Danske Division
Den Danske Division (DDIV) blev oprettet i 1997. Divisionen disponerede over størstedelen af Danmarks hærs styrker. Den havde sin oprindelse i Jyske Division (1985-1997), der igen havde sin oprindelse i Jyske Divisionskommando (1961-1985). Fra 1951-1961 bar de daværende tre divisioner kun numre: 2., 3. og 6. Division, men 3. Division regnes som forgængeren til Jyske Divisionskommando. Jyske Division har endvidere navnemæssige rødder tilbage til Jyske Division (1932-51), som var resultatet af en sammenlægning af 1. og 2. Jyske Division (1923-32).
Danske Division bestod af to brigader hvoraf den ene var en primær reaktionsstyrkebrigade, den anden er en uddannelsesbrigade. I 2006 underskrev forsvarschef Jesper Helsø og hans litauiske modstykke en aftale om tilknytning af den motoriserede infanteribrigade "Jernulven" til den Danske Division. I 2013 blev desuden tilknyttet (affilieret) en estisk og en lettisk brigade. Derudover havde divisionen tilknyttet et antal divisionstropper.
Divisionen blev nedlagt i 2019 og er nu en del af Multinational Division North (MND NORTH) med delt hovedkvarter i Letland ved Riga og Karup i Danmark. Flemming Mathiasen er chef.

## Opbygning
2019- 

I dag er der ingen manøvre enheder underlagt division.
2011-2018
- 1. Brigade
  - 1. Stabskompagni, Telegrafregimentet
  - 2. Panserinfanteribataljon,Jydske Dragonregiment
  - 1. Panserbataljon, Jydske Dragonregiment
  - 3. Opklaringsbataljonen, Gardehusarregimentet
  - 5. Bataljon, Jydske Dragonregiment
- 2. Brigade
  - 1. Panserinfanteribataljon, Den Kongelige Livgarde
  - 2. Panserinfanteribataljon, Den Kongelige Livgarde
  - 1. Panserinfanteribataljon, Gardehusarregimentet
  - 2. Panserinfanteribataljon, Gardehusarregimentet
  - 5. Bataljon, Gardehusarregimentet

2005-2011
- 1. Brigade
  - 1. Stabskompagni, Telegrafregimentet
  - 1. Panserinfanteribataljon, Den Kongelige Livgarde
  - 1. Panserinfanteribataljon, Gardehusarregimentet
  - Opklaringsbataljonen, Gardehusarregimentet
  - 1. Panserbataljon, Jydske Dragonregiment
  - 1. Artilleriafdeling, Danske Artilleriregiment
  - 1. Panseringeniørkompagni, Ingeniørregimentet
  - 1. Logistikbataljon, Trænregimentet
  - 1. Militærpolitikompagni, Trænregimentet
- 2. Brigade
  - 2. Uddannelsesbataljon, Telegrafregimentet
  - 2. Uddannelsesbataljon, Gardehusarregimentet
  - 4. Uddannelsesbataljon, Gardehusarregimentet
  - 2. Uddannelsesbataljon, Den Kongelige Livgarde
  - 2. Uddannelsesbataljon, Jydske Dragonregiment
  - 2. Uddannelsesbataljon, Telegrafregimentet
  - 2. Uddannelsesbataljon, Trænregimentet
  - 2. Militærpolitikompagni, Trænregimentet
- Motorizuotoji pėstininkų brigada "Geležinis Vilkas" (Da: Den motoriserede infanteribrigade "Jernulven")
  - Karaliaus Mindaugo (Pansret infanteribataljon)
  - Lietuvos didžiojo kunigaikščio Algirdo (Pansret infanteribataljon)
  - Didžiosios kunigaikštienės Birutės (Motoriseret infanteribataljon)
  - Lietuvos didžiojo kunigaikščio Kęstučio (Motoriseret infanteribataljon)
  - Generolo Romualdo Giedraičio (Artilleriafdeling)
  - Kunigaikščio Vaidoto tiesioginės paramos (Logistikbataljon)
- Divisionsstyrker
  - 3. Førings- & Målopklaringsafdeling, Danske Artilleriregiment
  - 3. Ingeniørbataljon, Ingeniørregimentet
  - 3. Telegrafbataljon, Telegrafregimentet
  - 3. Electronic Warfare kompagni, Hærens efterretningscenter
  - 3. CIMIC kompagni, Danske Artilleriregiment
  - 3. Militærpolitikompagni, Trænregimentet